# Eophona migratoria
Il frosone codanera o frosone cinese (Eophona migratoria Hartert, 1903) è un uccello passeriforme della famiglia dei Fringillidi.

## Descrizione

### Dimensioni
Misura tra i diciotto e venti centimetri di lunghezza, per un'apertura alare di 23–24 cm ed un peso di 55-60 g.

### Aspetto

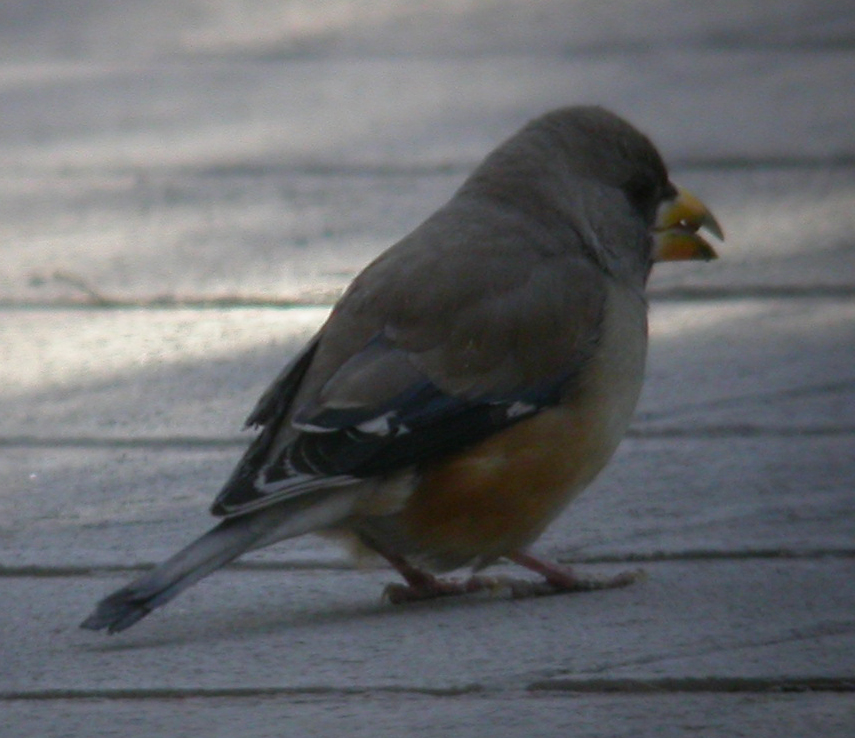
Una femmina si nutre al suolo.

L'aspetto è massiccio, com'è tipico dei frosoni, con grossa testa e becco robusto.
Il corpo è di colore grigio uniforme, più scuro su dorso e ali e più chiaro e tendente all'argenteo sul ventre, con accentuate sfumature brune sui fianchi. Le remiganti sono nere con una macchia arrotondata bianca sulla punta, mentre le copritrici sono di colore blu scuro: sulla testa è presente una maschera nera che va dalla nuca alla gola ed è una prerogativa del maschio, mentre nella femmina essa è assente e la testa è grigia come il resto del corpo.

La coda è nera, le zampe di colore carnicino chiaro, gli occhi bruni ed il becco giallo (da cui il nome comune di "frosone beccogiallo"), con punta nera ed anello basale di colore grigio-bluastro.

## Biologia

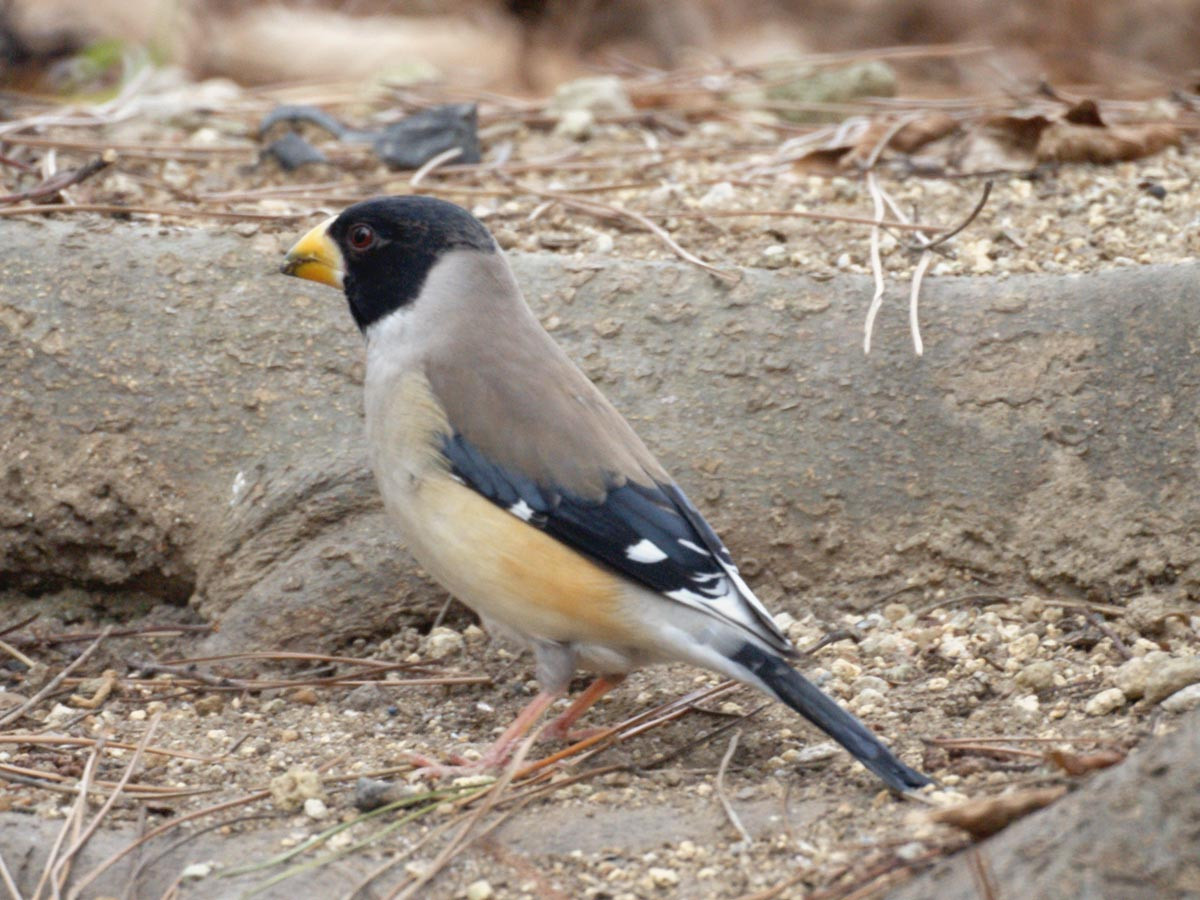
Un maschio al suolo in posizione d'allerta.

Al di fuori della stagione riproduttiva, il frosone cinese tende a vivere in piccoli gruppi di una decina di individui, che si spostano fra gli alberi alla ricerca di cibo, scendendo piuttosto raramente al suolo. 

### Alimentazione
Si tratta di uccelli granivori, che si nutrono per la massima parte di semi dei quali rompono senza problemi gli involucri grazie al forte e robusto becco: possono nutrirsi senza problemi di altro materiale di origine vegetale (germogli, bacche, frutta), mentre è più raro osservarli mangiare cibo di origine animale (principalmente insetti).

### Riproduzione

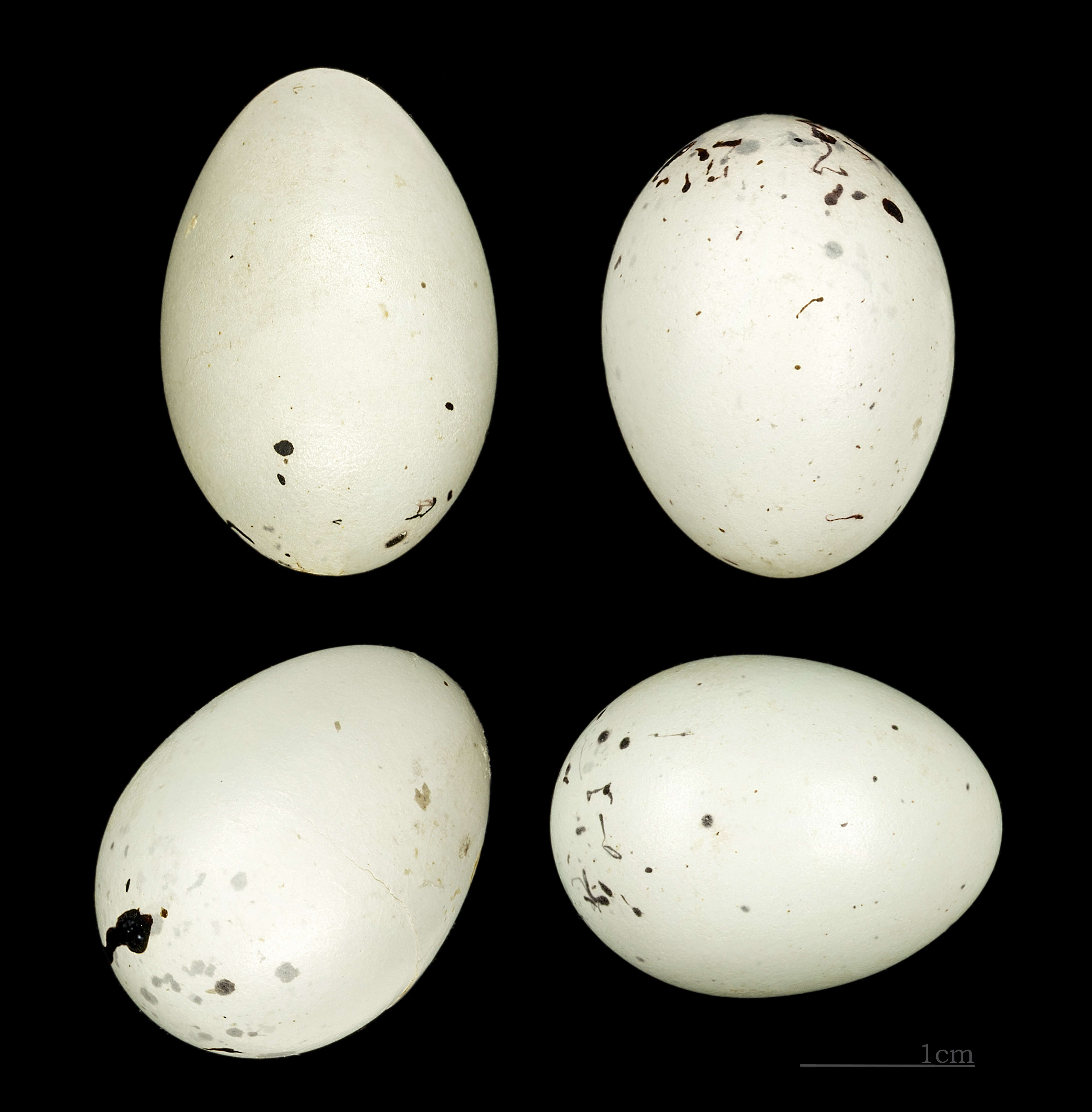
Eophona migratoria

Il periodo riproduttivo inizia col ritorno dai siti dove la specie sverna. Il nido è a forma di coppa e viene costruito dalla femmina fra gli alberi, nella vegetazione più fitta: al suo interno essa depone solitamente 4 uova di colore bluastro con maculature marroni, che cova da sola (col maschio che le fornisce il cibo) per 12-13 giorni. I piccoli vengono nutriti da ambedue i genitori e sono in grado d'involarsi attorno ai 12-14 giorni d'età, tuttavia essi tendono a rimanere coi genitori per altre 2-3 settimane.

## Distribuzione e habitat
La specie occupa con due popolazioni distinte la Russia sud-orientale, la Manciuria, la Corea, la Mongolia orientale, e l'area costiera della Cina centro-meridionale
Il frosone codanera è un abitatore dei boschi misti e delle foreste di bambù delle aree collinari e montuose: non teme l'uomo e si spinge anche nei giardini e nei frutteti.
Durante la stagione fredda, questi uccelli tendono a migrare verso sud, raggiungendo il Giappone (isole a sud di Hokkaidō), Taiwan, il sud della Cina e le aree settentrionali di Vietnam, Laos, Thailandia e Birmania.

## Tassonomia
Se ne distinguono due sottospecie:
- Eophona migratoria migratoria (Hartert, 1903), la sottospecie nominale, diffusa in Siberia orientale, Manciuria e Corea;
- Eophona migratoria sowerbyi (Riley, 1905), diffusa in Cina centro-orientale.